# Accademia dei Dodonei
L'Accademia dei Dodonei è stata un'istituzione culturale fondata da Girolamo Tartarotti a Rovereto nel 1727 ed attiva sino al 1733.

## Storia

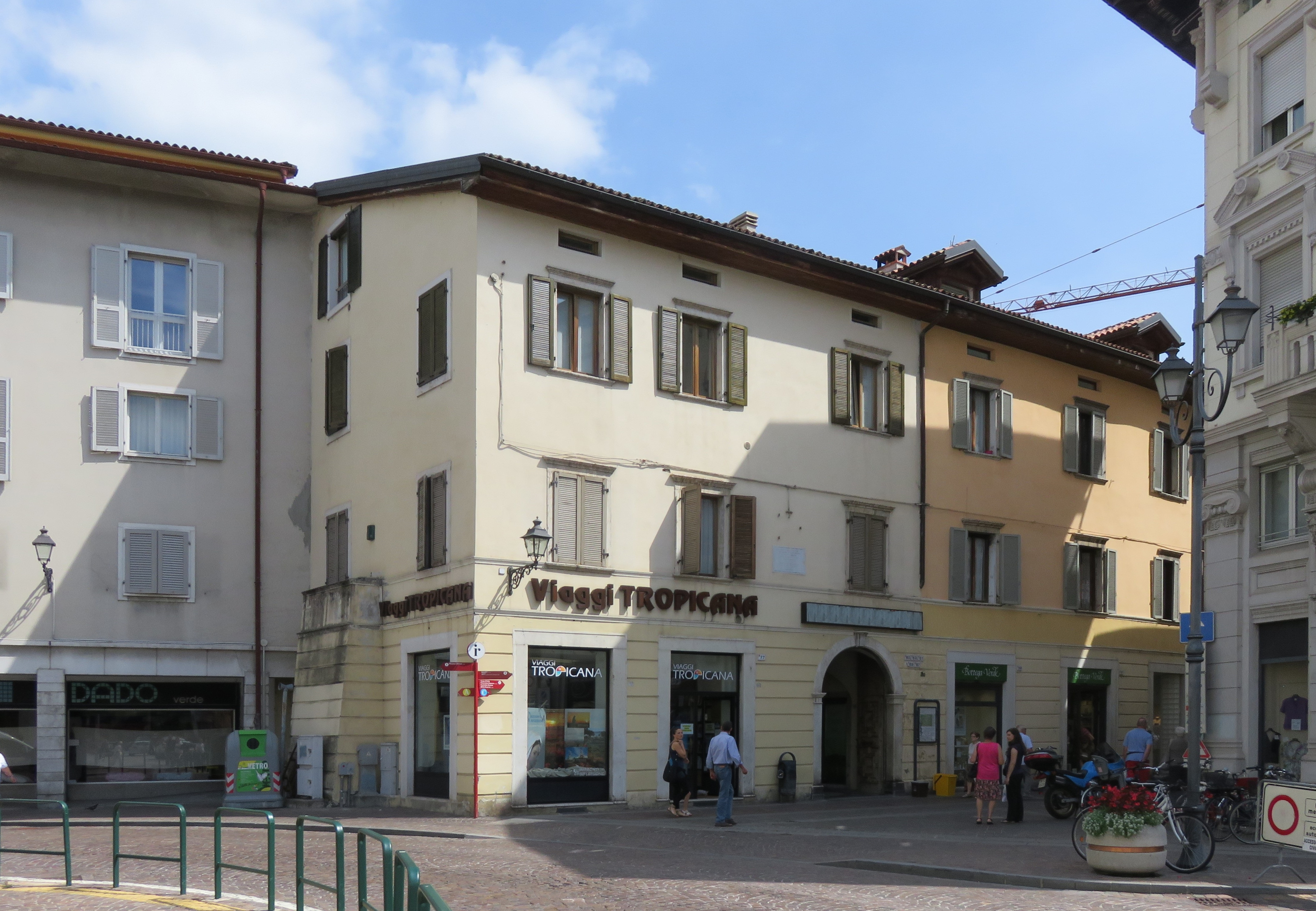
Abitazione di Girolamo Tartarotti dal 1730

Girolamo Tartarotti, tornato a Rovereto da Padova dove aveva dovuto interrompere i suoi studi universitari per difficoltà economiche della famiglia, tra un viaggio e l'altro che in quegli anni giovanili era solito compiere, decise di raccogliere attorno a sé e nella sua città natale alcuni dei giovani più interessati alla cultura ed all'approfondimento degli studi.
Tra questi, spesso coetanei, che divennero così gli accademici Dodonei, vi furono il fratello, Jacopo Tartarotti, Giovanni Battista Graser, Felice e Gregorio Fontana, Bianca Laura Saibante, Giuseppe Valeriano Vannetti, Clemente Baroni, Mariano Ruele e Francesco Rosmini.
Uno degli scopi fondanti dell'Accademia fu il desiderio di seguire il modello ideale di Ludovico Antonio Muratori, amico di Tartarotti, che suggeriva un approccio storico critico agli studi utilizzando rigorosi metodi di controllo delle fonti ed un atteggiamento il più possibile razionalistico.
Tartarotti e Rosmini si intrattennero spesso in discussioni accademiche, sia presso i Dodonei che nell'abitazione rosminiana, che era dotata di una ricca biblioteca. Dei due studiosi ci è pervenuto un ricco carteggio che testimonia il loro rapporto.

### Il nome
La scelta del nome ebbe una doppia valenza. Intendeva ricordare la quercia di Dodona e contemporaneamente rendere un omaggio alla città di Rovereto, da sempre simboleggiata da una quercia. Non è da escludere inoltre che Tartarotti volesse ispirarsi all'omonima Accademia che era stata fondata a Venezia già nel 1673, anche se occorre ricordare che lui si recò nella città lagunare come collaboratore del futuro Doge Marco Foscarini solo nel 1743.

## Conclusione dell'esperienza
Dopo soli sei anni di attività l'Accademia si sciolse, nel 1733. Tra le motivazioni principali quasi certamente hanno influito le attività di Tartarotti sempre impegnato e spesso lontano dalla città di Rovereto.